# George Grey (2. baronet)
George Grey, 2. baronet (ur. 11 maja 1799, zm. 9 września 1882) – brytyjski polityk, członek stronnictwa wigów i Partii Liberalnej, minister w rządach lorda Melbourne’a, lorda Russella, lorda Aberdeena i lorda Palmerstona.

## Życiorys

### Pochodzenie i młodość
Był jedynym synem sir George’a Greya, 1. baroneta (młodszego syna 1. hrabiego Grey), i Mary Whitbread, córki Samuela Whitbreada. Grey kształcił się prywatnie, następnie studiował w Oriel College na Uniwersytecie Oksfordzkim. Początkowo zamierzał zostać księdzem, jednak ostatecznie wybrał karierę prawnika. W 1826 r. rozpoczął praktykę. Dwa lata później odziedziczył po śmierci ojca tytuł 2. baroneta.

### Kariera polityczna
Wkrótce jednak zainteresował się polityką i w 1832 r. uzyskał mandat parlamentarny z okręgu Devonport. W 1834 r. otrzymał stanowisko podsekretarza stanu w Ministerstwie Wojny i Kolonii. Utracił je w po upadku rządu w grudniu 1834 r., ale odzyskał je  po powrocie wigów do władzy w maju 1835 r. W 1839 r. został Najwyższym Sędzią Wojskowym i członkiem Tajnej Rady. W 1841 r.  sprawował funkcję Kanclerza Księstwa Lancaster.
Po powrocie wigów do władzy w 1846 r. Grey otrzymał stanowisko ministra spraw wewnętrznych. W trakcie sprawowania  swojego urzędu zmierzył się  min.: z problemem klęski głodu w Irlandii, powstania na wyspie, rozruchami w Londynie wywołanymi przez czartystów.  W 1852 r. przegrał wybory parlamentarne. Do Izby Gmin powrócił w styczniu 1853 r. jako reprezentant okręgu Morpeth.
Początkowo odmówił przyjęcia stanowiska w koalicyjnym gabinecie Aberdeena, ale ostatecznie w czerwcu 1854 r. przyjął tekę ministra kolonii. W latach 1855 - 1858 był ministrem spraw wewnętrznych w rządzie Palmerstona. Po powrocie wigów do władzy (już pod szyldem Partii Liberalnej) w 1859 r. Grey został Kanclerzem Księstwa Lancaster, w 1861 r. po raz trzeci został ministrem spraw wewnętrznych. Pozostał nim do upadku liberalnego gabinetu w 1866 r. W parlamencie zasiadał do 1874 r., ale nie sprawował już żadnego stanowiska.

### Późniejsze życie
Po wycofaniu się z czynnego życia publicznego Grey zamieszkał w swojej posiadłości Fallodon w hrabstwie Northumberland. Był żonaty z Anną Sophią Ryder, córką Henry’ego Rydera, biskupa Lichfield. Miał z nią jednego syna, George’a Henry’ego Greya, który zmarł przed ojcem w 1874 r. George zmarł w 1882 r. i tytuł baroneta odziedziczył jego wnuk, Edward, późniejszy wieloletni minister spraw zagranicznych.